# 瑟索克購地

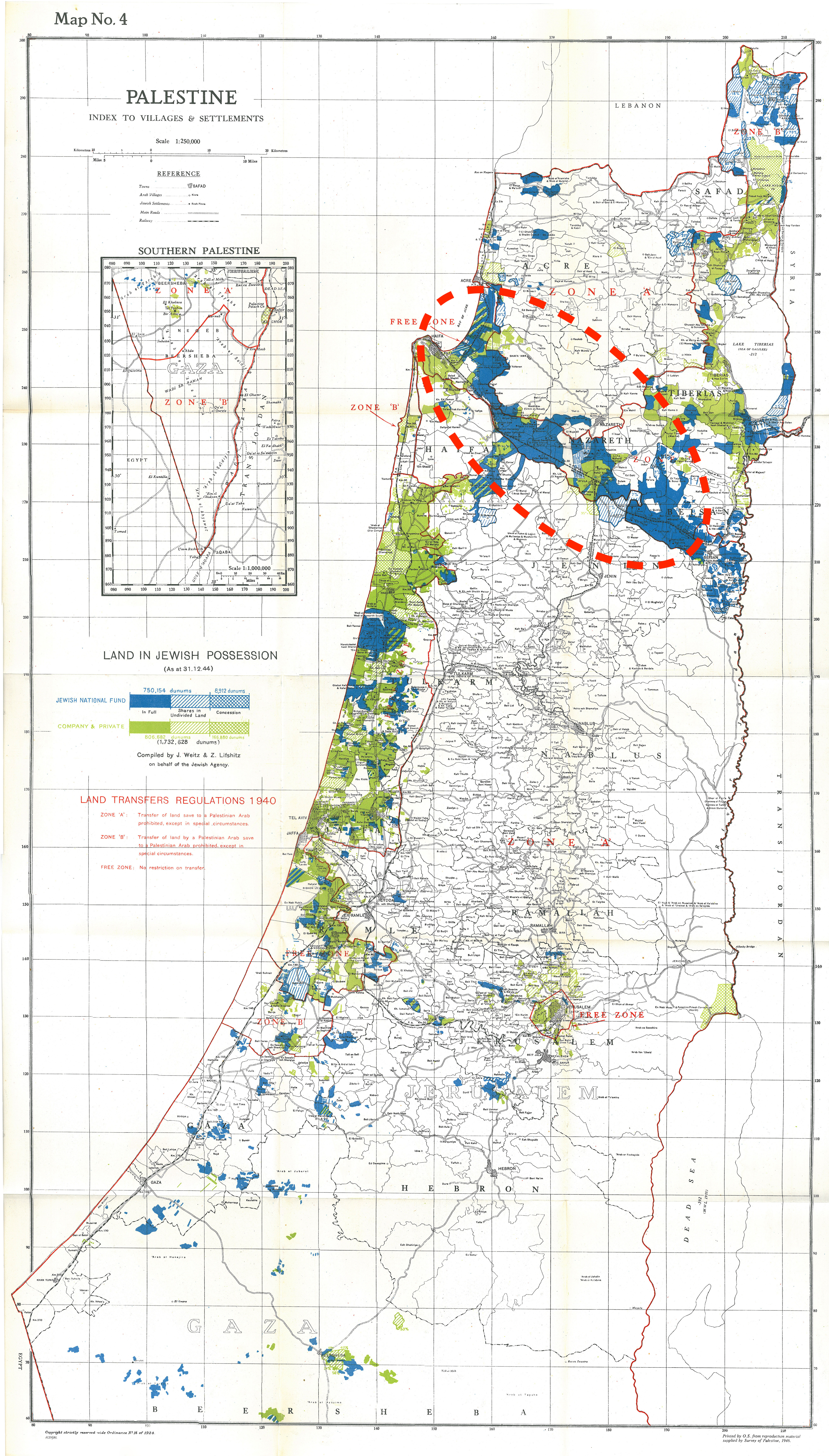
1944年為止巴勒斯坦犹太人购买土地地图，深蓝色代表当时由犹太國家基金拥有的土地，其中大部分以红色虚线圈出的区域是在瑟索克購地中获得的。

瑟索克購地是犹太人在早期移民巴勒斯坦时期於耶斯列谷、海法湾以及巴勒斯坦託管地其他地区最大規模的土地购买。 耶斯列谷被认为是巴勒斯坦土地最肥沃的地区。
1946 年 2 月 25 日，在阿拉伯高级委员会提交給英美调查委员会的备忘录中的一份非全面清单指出，瑟索克購地佔犹太人從在外地主购入的土地中的 58%。
這些土地的新猶太人买家要求现有居民遷離土地。结果，許多巴勒斯坦阿拉伯佃农被驱逐，大约有20-25 个村庄被荒廢。根据託管地法律，买家无需就此賠偿，只有小部份被驱逐的居民获得賠偿。
直到 1948 年，瑟索克家族及其合作夥伴賣地的总金额占犹太人在巴勒斯坦购买的全部土地的 22%。正如錫安主義領袖亚瑟·鲁平于 1907 年首次提出，瑟索克購地对于巴勒斯坦犹太人定居点的领土连续性至关重要。

## 背景
在奥斯曼帝国统治时期的巴勒斯坦，由于低地平原的環境恶劣和生活不安全，令人口不斷减少。然而这并非该地区独有特徵，地中海北部和南部所有沿海地区都有此普遍情況。錫安主义的犹太工人優先理念意味着尽可能將当地的阿拉伯劳动力排除於猶太人購入的土地。

## 來自鄂圖曼政府的瑟索克購地
1872 年，鄂圖曼政府以大约 20,000 英镑作價将耶斯列谷（阿拉伯语为 Marj ibn Amir）卖给了瑟索克家族。瑟索克家族隨後继续購得超过 400,000德南的土地（90,000 英亩或 364平方公里 )。这種賣地持续了多年。
根据社會運動家弗朗西斯·E·牛顿在梳爾委员会的證词指出瑟索克购地的起源：「……透过瑟索克向鄂圖曼政府提供的贷款，这些土地由瑟索克購入。这更像是一种抵押，瑟索克只是在收回借出的錢中十分之一的利息。土耳其政府从未打算要阿拉伯人离开这片土地。……在最初，瑟索克并没有為拥有的土地申請地契，至后来瑟索克才向政府申请地契。」

1878 年，探險家 Claude Reignier Conder 解释如下：
我们查明了一个展露政府不道德的的奇怪事实。政府因对一位名叫瑟索克的希腊银行家负有債务，所以允许他以小得可笑的 20,000 英镑额购买大平原的北半部和拿撒勒的一些村庄，總占地達 70 平方英里，二十个村庄的税收总计为 4000 英镑，将好坏收成年計算在內，平均收入不可能低于 12,000 英镑。在瑟索克的管理下，耕作物品质提升了。假如這些土地能確保永久擁有，这财产肯定是非常宝贵的，但政府极有可能在有需要時再次征收土地。农民将这次购地归咎于俄罗斯的阴谋，他们深信這個可恨的敌人将他的贪婪目光投向了巴勒斯坦和作为宗教之都的耶路撒冷，並且一直忙于在此建立根據。

## 犹太人购地

### 早期讨论
1891年，几年前从俄罗斯移民到巴勒斯坦的錫安主義者約書亞·汉金展開收购耶斯列谷的磋商；後來当奥斯曼政府颁布禁止犹太人移民的法令时，磋商中止。 

現代以色列的國父西奥多·赫茨尔在1897 年 3 月 10 日他的日记中提到瑟索克家族正与犹太殖民协会就购买 97 个巴勒斯坦村庄進行磋商：
犹太殖民协会目前正在与一个希腊家族（我认为名叫瑟索克）进行磋商，以购买 97 个巴勒斯坦村庄。这些住在巴黎的希腊人把錢都赌輸了，并希望出售他们的房地产（根据 Willi Bambus 的说法，佔巴勒斯坦整个地区的3％），代價为 700 万法郎。
世界錫安主義組織认为耶斯列谷是巴勒斯坦最具战略性的地区，甚至比沿海地区更具吸引力，因为此地区可进行大规模的农业活動，大面積的購地可加速定居的進度。相反在沿海地区，可供购买的土地较小，土地相對較不肥沃。奥斯曼政府曾多次尝试限制大规模購地和移民，但礙于欧洲戰勝國對奥斯曼帝國的投降条款施压，这些限制并没有持续多久。 

### 1901 年犹太殖民协会购地
在耶路撒冷穆塔薩勒夫被禁止購地後，犹太殖民协会於1901 年进行了第一次重大收购，从瑟索克家族及其合作伙伴手中购入了巴勒斯坦北部提比里亚附近 31,500 德南的土地。 

### 1910 – 1911 年富拉事件

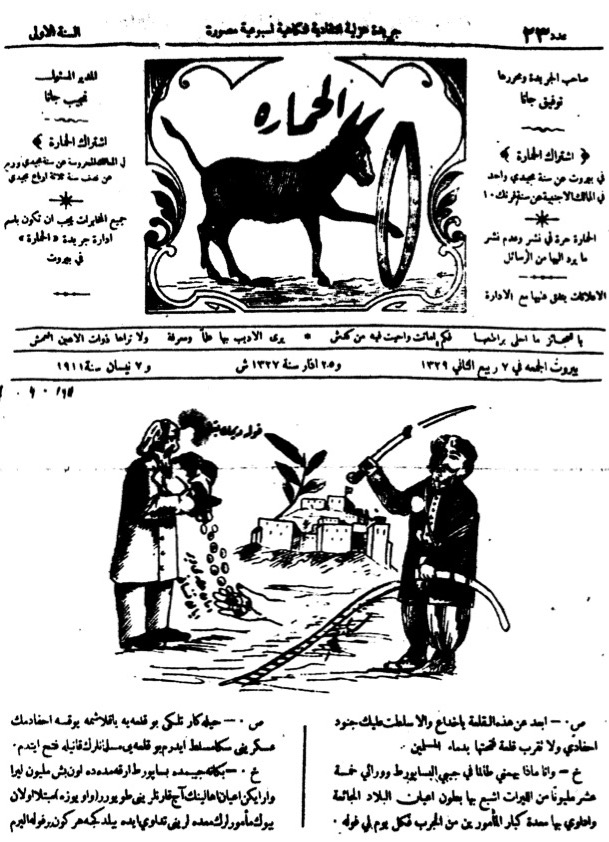
1911 年漫画：位於耶斯列谷地區的十字军城堡暗示与十字军的战斗。 萨拉丁（右）抗议瑟索克出售艾爾富拉；約書亞·汉金 （左）把鈔票提出。海法政治諷刺报章al Himara al Qahira （「顽固的驴」）。

另一宗早期錫安主义者从瑟索克家族的土地收購被称为「富拉事件」（有时被错误地称为「阿富拉事件」）。 1910-11 年，艾利亞斯·瑟索克将位于耶斯列谷拿撒勒山脚的艾爾富拉卖给犹太国家基金。巴勒斯坦农民拒绝离开这片土地，拿撒勒凱馬坎（地方长官） Shukri al-Asali 奋力推翻收購，并拒绝確認交易。 村民们自行向大維齊爾递交了一份请愿书，投訴遭到壓迫。在请愿书中，他们声称艾利亞斯·瑟索克和一个中间人将他们的土地卖给了他们称为「錫安主义者」和「摩西宗教之子」（ siyonist musevi ）的人，这些人不是奥斯曼帝国的子民，此交易将剥夺1000名村民的生计。 在早期关于土地纠纷的请愿书中，请愿者习惯称犹太人为「以色列人」（ Isra'iliyyun ）。
這次反对猶太人購地的政治活动被視為「第一个反对錫安主義日益增长的聯合行动」和「第一次世界大战爆发前发生的最重要的反錫安主義事件」

### 1918 年购地
奥斯曼帝国拒绝批准大量購地，直至第一次世界大战開始前，瑟索克家族无法再向犹太买家出售大量土地。1912 年，巴勒斯坦土地开发公司(PLDC) 已準備好從瑟索克家族购入耶斯列谷的大片土地。由于第一次世界大战爆發，交易没有完成。 1918 年 12 月 18 日，协议正式签订，交易涵盖耶斯列谷 71,356 德南土地，包括泰勒阿達希姆。

### 1921-1925 年購地和村莊的荒廢
在英国託管开始后，1920 年的土地转让条例取消了所有限制。 1921 至 1925 年间，美国锡安联邦(AZC)以作價大约75 万英镑從瑟索克家族購入 80,000 亩（320平方公里）耶斯列谷的土地予，用作重新安置居住在这片土地上的犹太人以及来自較遠地區的犹太人。 1924 年，巴勒斯坦犹太人殖民协会(PICA) 成立，接替了犹太人殖民协会的角色，PICA 成为巴勒斯坦最大的犹太地主。与此同时，PLDC 充当了犹太國家基金的采购單位。犹太國家基金領導人梅納罕·烏西什金主張优先購買这些土地，因為此策略烏西什金遭到其他董事会成员的排斥，原因是昂贵的收购開支佔用了基金接下来十年中大部分的资金。
在英国託管時期，土地法被改写，巴勒斯坦农民被英国当局视为佃农。即使面对当地人的反对，当局仍然维護瑟索克家族出售土地和迁移土地上的人口的权利。在一些被收购的村庄，特别是居住在耶斯列谷村庄的租户，在土地被出售后頓時流离失所。新猶太买家要求现有人口遷離，结果，巴勒斯坦阿拉伯佃农被驱逐，根据新的託管地法律，买家无需就此賠偿，只有小部份被驱逐的居民获得賠偿。有被驱逐的租户（最大規模购地中的1,746 个阿拉伯农民家庭，8,730 人）獲得了每人 17 美元的賠偿。
尽管土地已被出售（例如在阿富拉），一些前租户拒绝搬遷。然而，在伊舒夫的土地劳动理念的推动下，新业主认为这些农民留在供犹太劳工勞動的土地作为租户是不合适的。英国警察不得不驱逐一些被無家可歸的人到沿海區寻找新工作，其中大多数人最终住在雅法和海法边缘的棚户区。
瑟索克购地成为 1930 年梳爾委员会的焦点。前拿撒勒市长的儿子、巴勒斯坦裔美国人 Saleem Raji Farah ，准备了一份详细的瑟索克购地列表，作为委员会的證据，顯示交易前住在 240,000 德南的土地上的 1,746 个家庭因猶太人購地而流离失所：   
| 村莊                    | 地區   | 德南    | 费丹  | 家庭  | 價錢     | 購地年份 | 賣方                                       | 現今地點                    |
| ----------------------- | ------ | ------- | ----- | ----- | -------- | -------- | ------------------------------------------ | --------------------------- |
| Tel-el-Adas             | 拿撒勒 | 22,000  | 120   | 150   | £40,000  | 1921     | George Lutfalah Sursock 後人               | 泰勒阿達希姆                |
| Jalud and Tel el Fer    | 拿撒勒 | 30,000  | 230   | 280   | £191,000 | 1921     | Najeeb 與 Albert Sursock                   | 哈律泉                      |
| Mahloul                 | 拿撒勒 | 16,000  | 72    | 90    | £47,000  | 1921     | Najeeb 與 Albert Sursock                   | 以色列國防軍基地 (拿哈拉旁) |
| Sofsafe-Ain-Sheika      | 拿撒勒 | 16,000  | 72    | 90    | £47,000  | 1921     | Najeeb 與 Albert Sursock                   | 卡法夏何列沙                |
| Ain-Beida & Mokbey      | 拿撒勒 | 3,000   | 20    | 25    | £9,000   | 1921     | Najeeb 與 Albert Sursock                   | 莫沙夫約念                  |
| Jinjar                  | 拿撒勒 | 4,000   | 20    | 25    | £13,000  | 1921     | Najeeb 與 Albert Sursock                   | 吉尼嘉                      |
| Rob-el-Nasreh           | 拿撒勒 | 7,000   | 40    | 50    | £21,000  | 1921     | Najeeb 與 Albert Sursock                   | 米爾札                      |
| Afule                   | 拿撒勒 | 16,000  | 90    | 130   | £56,000  | 1924     | Michel Ibrahim Sursock 後人                | 阿富拉                      |
| Jabata                  | 拿撒勒 | 11,000  | 72    | 90    | £32,000  | 1925     | Kaleels 與 Jobran Sursock 後人             | Gvat                        |
| Kneifis                 | 拿撒勒 | 9,000   | 50    | 60    | £26,000  | 1925     | Kaleels 與 Jobran Sursock 後人             | 撒立                        |
| Sulam (two thirds only) | 拿撒勒 | 6,000   | 35    | 45    | £40,000  | 1925     | Kaleels 與 Jobran Sursock 後人和其合作夥伴 | 書念                        |
| Jedro                   | 阿卡   | 52,000  | 250   | 300   | £15,000  | 1925     | Alfred Sursock                             | 亞姆村                      |
| Kordaneh                | 阿卡   | 1,500   | 15    | 20    | £9,000   | 1925     | Alfred Sursock                             | 特拉亞弗                    |
| Kefr Etta               | 阿卡   | 10,000  | 60    | 75    | £3,000   | 1925     | Alfred Sursock                             | 阿塔市                      |
| Majdal                  | 阿卡   | 9,000   | 50    | 70    | £27,000  | 1925     | Alfred Sursock                             | Ramat Yohanan               |
| Jaida                   | 海法   | 15,000  | 75    | 110   | £45,000  | 1925     | 圖埃尼家族後人 (瑟索克家族的合作夥伴)      | 拉馬耶西                    |
| Tel-el-Shemmam          | 海法   | 8,000   | 40    | 50    | £25,000  | 1925     | 圖埃尼家族後人 (瑟索克家族的合作夥伴)      | 卡法約書亞                  |
| 小計（撇除以下村莊）    |        | 219,500 | 1,239 | 1,570 | 599,000  |          |                                            |                             |
|                         |        |         |       |       |          |          |                                            |                             |
| Hartieh                 | 海法   | n.a.    | 50    | 60    | n.a.     | 1925     | Alexander Sursock                          | Sha'ar HaAmakim             |
| Sheikh Bureik           | 海法   | n.a.    | 40    | 50    | n.a.     | 1925     | Alexander Sursock                          | 貝特沙瑞姆                  |
| Harbaj                  | 海法   | n.a.    | 70    | 90    | n.a.     | 1925     | Alexander Sursock                          | 卡法哈西迪                  |
| Kiskis and Tabon        | 海法   | n.a.    | 30    | 36    | n.a.     | 1925     | Matta Farah 後人 (瑟索克家族的合作夥伴)    | 迪方鎮                      |

瑟索克家族另外亦出售了包括以下村庄：
- Khirbat al-Shuna
- Malhamiyah (現今Menahemia ) [36]

## 犹太人定居点
购买土地后，犹太农民建立了第一个现代定居点，即今天的阿夫拉城。犹太人將沼泽抽干了，使几个世纪以来不能居住的的土地得以進一步开发。1921 年 9 月 11 日，以色列的第一个莫沙夫拿哈拉正式建立。在拿哈拉长大的軍事家摩西·达扬於1969年提起該莫沙夫以及其他三个属于瑟索克购地的地方——是「这个国家的没有一个地方以前是沒有阿拉伯人居住的」的例子：
我們來到這個國家時，這片土地早已住滿阿拉伯人，又我們正在這裡建立一個希伯來、猶太人的國家……猶太人的村莊建在阿拉伯人村莊的土地上。你甚至不知道這些阿拉伯人村莊的名字，但我不會責怪你，因為這些地理書本已不再存在，就連這些阿拉伯人村莊也不再存在。拿哈拉在Mahalul土地中豎立，Gvat 以前是 Jibta、撒立以前是 Haneifs，卡法約書亞以前是 Tell Shaman. 这个国家的没有一个地方以前是沒有阿拉伯人居住的。